# Planktotroof
Planktotroof is een term in de biologie die gebruikt wordt voor dieren die leven van plankton. Het kan gaan om kleine dieren zoals kreeftachtigen tot heel grote dieren zoals walvissen.
Plankton bestaat zowel uit plantaardige organismen (fytoplankton) als dierlijke organismen (zoöplankton). Planktoneters filteren hun voedsel meestal uit het water. De meeste zeekomkommers. alle zeelelies, en vele andere groepen die water filtreren zijn planktotroof.